# کیم هو یونگ
کیم هو یونگ (کره‌ای: 김호영؛ زادهٔ ۱۹ فوریه ۱۹۸۳) بازیگر اهل کره جنوبی است. او حرفهٔ خود را با حضور در تئاتر موزیکال اجاره در سال ۲۰۰۲ آغاز کرد و سپس در موزیکال‌های دیگری نیز ایفای نقش کرد. او به خاطر نقش‌های زنانه‌اش شناخته شده است و به عنوان یک «بازیگر مرد متخصص در نقش‌های مبدل‌پوش» شناخته می‌شود. او برای بازی در نقش‌هایی مانند شخصیت همجنس‌گرای آنجل در تئاتر اجاره، یک شوگرل مبدل‌پوش به نام جی‌جی در قمارباز و گونگ گیل در تئاتر یی معروف است.